# Cantón de Confolens-Sur
El cantón de Confolens-Sur era una división administrativa francesa, que estaba situada en el departamento de Charente y la región de Poitou-Charentes.

## Composición
El cantón estaba formado por diez comunas, más una fracción de la comuna que le daba su nombre:
- Abzac
- Brigueuil
- Brillac
- Confolens (fracción)
- Esse
- Lesterps
- Montrollet
- Oradour-Fanais
- Saint-Christophe
- Saint-Germain-de-Confolens
- Saint-Maurice-des-Lions

## Supresión del cantón de Confolens-Sur
En aplicación del Decreto nº 2014-195 de 20 de febrero de 2014, el cantón de Confolens-Sur fue suprimido el 22 de marzo de 2015 y sus 11 comunas pasaron a formar parte del nuevo cantón de Charente-Vienne.